# ガパマ
ガパマ（アルメニア語:  ղափամա, Ghapama）は、アルメニアのカボチャを使った詰め物料理。主にクリスマスにつくられる。カボチャの種とワタを取り除いた上で、炊いた米とみじん切りにしたアーモンド、リンゴ、ミズキ、アプリコット、スモモ、ナツメヤシ、プルーン、レーズンなどのドライフルーツを詰める。ハチミツをかけたり、挽いたシナモンや砂糖を入れることもある。カボチャがやわらかくなるまで焼き、テーブルに運んで切り分け供される。
アルメニアには、ハルート・パンブークジヤンによって人口に膾炙した、ガパマをテーマにした歌がある。